# Koppel (Pensilvania)
Koppel es un borough ubicado en el condado de Beaver en el estado estadounidense de Pensilvania. En el año 2000 tenía una población de 856 habitantes y una densidad poblacional de 625.1 personas por km².

## Geografía
Koppel se encuentra ubicado en las coordenadas 40°50′00″N 80°19′25″O / 40.83333, -80.32361.

## Demografía
Según la Oficina del Censo en 2000 los ingresos medios por hogar en la localidad eran de $32,059 y los ingresos medios por familia eran $36,250. Los hombres tenían unos ingresos medios de $33,375 frente a los $22,292 para las mujeres. La renta per cápita para la localidad era de $17,101. Alrededor del 6.8% de la población estaba por debajo del umbral de pobreza.